# EK Draconis
EK Draconis (EK Dra / HD 129333 / GJ 559.1) es una estrella binaria en la constelación de Draco de magnitud aparente +7,61. Se encuentra a 111 años luz de distancia del sistema solar.
EK Draconis está compuesta por una enana amarilla de tipo espectral G0V y una compañera de baja masa. El período orbital del sistema es de 45 ± 5 años, siendo la órbita extremadamente excéntrica (ε = 0,8). Las masas respectivas son 0,9 masas solares para la estrella primaria y 0,5 masas solares para la secundaria. No obstante, según modelos de evolución estelar, la estrella primaria podría ser ligeramente más masiva que el Sol.
La estrella principal, EK Draconis A, tiene una temperatura efectiva de 5750 K. Su período de rotación de 2,80 días —compárese con los 26 días que emplea el Sol en completar una vuelta— indica que esencialmente es una estrella de edad cero de la secuencia principal (ZAMS). Indiscutiblemente más joven que el Sol, su edad estimada varía según la técnica utilizada: 73 ± 9 millones de años es la edad obtenida por girocronología, mientras que su edad puede ser de solo 30 - 50 millones de años de acuerdo a modelos de evolución estelar, en concordancia con su contenido de litio.
EK Draconis A ha sido objeto de numerosos estudios ya que supone una oportunidad de conocer como era la actividad magnética del Sol en su infancia. Su fotosfera es muy parecida a la solar, pero existen diferencias en la cromosfera de ambas estrellas. Catalogada como una variable BY Draconis, la temperatura de sus manchas estelares parece ser solo 500 K menor que la de la fotosfera en calma.